# Fiat 2405
Le FIAT 2405F est un modèle de trolleybus fabriqué par le constructeur italien FIAT Bus entre 1957 et 1962. 
Ce modèle succède aux :
- Fiat 656F d'une longueur de 11 mètres à 2 essieux,
- Fiat 672F d'une longueur de 12 mètres à 3 essieux.

Il repose sur le châssis de l'autobus Fiat 405 de 10,4 et 11,0 mètres à 2 essieux équipé de moteurs électriques, au choix des clients, parmi les grands noms de l'industrie électrique italienne dont Ansaldo, CGE, Marelli ou Tecnomasio. 
Le nombre de places est de 98 au total dont 28 assises plus le mécanicien et le receveur. 
Les carrosseries de la version 11 mètres ont généralement été produites par Casaro, Menarini et Viberti. Le rayon de giration est de 12 mètres.
Une version articulée de 18 mètres, carrossée par Macchi était aussi commercialisée durant la même période.
Tous les véhicules construits sont restés en service durant plus de 30 ans. Beaucoup ont ensuite été revendus dans différents pays dont la Grèce, la Turquie et l'ex Yougoslavie.